# Jackson Kivuva
Jackson Mumbwa Kivuva (né le 11 août 1989, de la tribu de Machakos) est un athlète kényan, spécialiste du 800 mètres.

## Biographie
Deuxième des Championnats du monde cadets 2005, Jackson Kivuva remporte une nouvelle médaille d'argent lors des Championnats du monde juniors 2006 où il s'incline face à son compatriote David Rudisha. En 2008, le Kényan se classe quatrième du 800 m des Championnats d'Afrique d'Addis-Abeba et n'est donc pas sélectionné pour Jeux olympiques de Pékin. Il se classe neuvième des Championnats du monde 2009 de Berlin avec le temps de 1 min 46 s 39.
En 2010, Jackson Kivuva améliore son record personnel sur 800 m lors du Meeting Herculis de Monaco en réalisant le temps de 1 min 43 s 72. Il remporte la médaille de bronze lors des Championnats d'Afrique 2010 de Nairobi, s'inclinant face à David Rudisha et Alfred Kirwa Yego avec le temps de 1 min 45 s 47. Peu après, Kivuva prend la deuxième place du meeting DN Galan de Stockholm.

## Records personnels
- Extérieur : 1 min 43 s 72 (2010)
- Salle : 1 min 47 s 03 (2010)

## Palmarès
| Date | Compétition                    | Lieu           | Résultat |
| ---- | ------------------------------ | -------------- | -------- |
| 2005 | Championnats du monde jeunesse | Marrakech      | 2e       |
| 2006 | Championnats du monde juniors  | Pékin          | 2e       |
| 2008 | Championnats d'Afrique         | Addis-Abeba    | 4e       |
| 2009 | Championnats du monde          | Berlin         | 9e       |
| 2010 | Championnats d'Afrique         | Nairobi        | 3e       |
| 2011 | Jeux mondiaux militaires       | Rio de Janeiro | 2e       |
| 2015 | Jeux mondiaux militaires       | Mungyeong      | 2e       |